# Meredith Edwards
Gwilym Meredith Edwards, född 10 juni 1917 i Rhosllanerchrugog, Wales, död 8 februari 1999 i Denbighshire, var en walesisk skådespelare.

## Rollista i urval
- 1949 – Vilse i London
- 1950 – Blå lyktan
- 1951 – Jag stal en miljon
- 1953 – På galej i Boulogne
- 1958 – Brott och skratt
- 1958 – Dunkerque – helvetesstranden
- 1960 – Doktorn är kär
- 1962 – Bara två kan leka så
- 1965 – Helgonet (TV-serie)
- 1973 – Arvingarna (TV-serie)